# I Lie and I Cheat
I lie and I cheat is de Engelstalige debuutsingle van de Belgische band Won Ton Ton uit oktober 1987.

## Achtergrond
De  B-kant van de single was het lied Caro.
Het nummer staat op het debuut album Home.
De plaat werd een hit in het Nederlandse taalgebied. 
In Nederland werd de plaat veel gedraaid op de landelijke radiozenders en werd een hit in de destijds twee landelijke hitlijsten. De plaat bereikte de 13e positie in de Nederlandse Top 40 en piekte op de 12e positie in de Nationale Hitparade Top 100. In de Europese hitlijst, de TROS Europarade, werd géén notering behaald, aangezien deze lijst op donderdag 25 juni 1987 voor de laatste keer werd uitgezonden op Radio 3.
In thuisland België bereikte de plaat de 10e positie in zowel de voorloper van de Vlaamse Ultratop 50 als de Vlaamse Radio 2 Top 30. In Wallonië werd géén notering behaald.
Sinds de allereerste editie in december 1999 t/m de editie van 2010 stond de plaat genoteerd in de jaarlijkse NPO Radio 2 Top 2000 van de Nederlandse publieke radiozender NPO Radio 2, met als hoogste notering een 1068e positie in 2000.

## Videoclip
Voor de single is er ook een bijbehorende videoclip gemaakt. Daarnaast trad de band ter promotie in Nederland op televisie op in de popprogramma's AVRO's Toppop, Countdown van Veronica en Popformule van de TROS.

## Meewerkende artiesten
- Producer
  - Herwig Duchateau
- Muzikanten
  - Bea Van der Maat (zang)
  - Els Ravijts (synthesizer)
  - Fons Noeyens (gitaar)
  - Jan Biesemans (basgitaar)
  - Raf Ravijts (drums)
  - Ronny Timmermans (gitaar)

## Hitnoteringen

### Nederlandse Top 40
| Hitnotering: 06-02-1988 t/m 19-06-1988 | Hitnotering: 06-02-1988 t/m 19-06-1988 | Hitnotering: 06-02-1988 t/m 19-06-1988 | Hitnotering: 06-02-1988 t/m 19-06-1988 | Hitnotering: 06-02-1988 t/m 19-06-1988 | Hitnotering: 06-02-1988 t/m 19-06-1988 | Hitnotering: 06-02-1988 t/m 19-06-1988 | Hitnotering: 06-02-1988 t/m 19-06-1988 | Hitnotering: 06-02-1988 t/m 19-06-1988 |
| Week:                                  | 1                                      | 2                                      | 3                                      | 4                                      | 5                                      | 6                                      | 7                                      |                                        |
| -------------------------------------- | -------------------------------------- | -------------------------------------- | -------------------------------------- | -------------------------------------- | -------------------------------------- | -------------------------------------- | -------------------------------------- | -------------------------------------- |
| Positie:                               | 29                                     | 18                                     | 14                                     | 13                                     | 16                                     | 28                                     | 38                                     | uit                                    |

### Nationale Hitparade Top 100
| Hitnotering: 23-01-1988 t/m 02-04-1988 | Hitnotering: 23-01-1988 t/m 02-04-1988 | Hitnotering: 23-01-1988 t/m 02-04-1988 | Hitnotering: 23-01-1988 t/m 02-04-1988 | Hitnotering: 23-01-1988 t/m 02-04-1988 | Hitnotering: 23-01-1988 t/m 02-04-1988 | Hitnotering: 23-01-1988 t/m 02-04-1988 | Hitnotering: 23-01-1988 t/m 02-04-1988 | Hitnotering: 23-01-1988 t/m 02-04-1988 | Hitnotering: 23-01-1988 t/m 02-04-1988 | Hitnotering: 23-01-1988 t/m 02-04-1988 | Hitnotering: 23-01-1988 t/m 02-04-1988 | Hitnotering: 23-01-1988 t/m 02-04-1988 |
| Week:                                  | 1                                      | 2                                      | 3                                      | 4                                      | 5                                      | 6                                      | 7                                      | 8                                      | 9                                      | 10                                     | 11                                     |                                        |
| -------------------------------------- | -------------------------------------- | -------------------------------------- | -------------------------------------- | -------------------------------------- | -------------------------------------- | -------------------------------------- | -------------------------------------- | -------------------------------------- | -------------------------------------- | -------------------------------------- | -------------------------------------- | -------------------------------------- |
| Positie:                               | 84                                     | 58                                     | 26                                     | 17                                     | 13                                     | 12                                     | 17                                     | 28                                     | 40                                     | 46                                     | 60                                     | uit                                    |

### Vlaamse Radio 2 Top 30
| Hitnotering: (Week 1 t/m 8) 31-10-1987 t/m 19-12-1987 Hitnotering: (Week 9) 02-01-1988 | Hitnotering: (Week 1 t/m 8) 31-10-1987 t/m 19-12-1987 Hitnotering: (Week 9) 02-01-1988 | Hitnotering: (Week 1 t/m 8) 31-10-1987 t/m 19-12-1987 Hitnotering: (Week 9) 02-01-1988 | Hitnotering: (Week 1 t/m 8) 31-10-1987 t/m 19-12-1987 Hitnotering: (Week 9) 02-01-1988 | Hitnotering: (Week 1 t/m 8) 31-10-1987 t/m 19-12-1987 Hitnotering: (Week 9) 02-01-1988 | Hitnotering: (Week 1 t/m 8) 31-10-1987 t/m 19-12-1987 Hitnotering: (Week 9) 02-01-1988 | Hitnotering: (Week 1 t/m 8) 31-10-1987 t/m 19-12-1987 Hitnotering: (Week 9) 02-01-1988 | Hitnotering: (Week 1 t/m 8) 31-10-1987 t/m 19-12-1987 Hitnotering: (Week 9) 02-01-1988 | Hitnotering: (Week 1 t/m 8) 31-10-1987 t/m 19-12-1987 Hitnotering: (Week 9) 02-01-1988 | Hitnotering: (Week 1 t/m 8) 31-10-1987 t/m 19-12-1987 Hitnotering: (Week 9) 02-01-1988 | Hitnotering: (Week 1 t/m 8) 31-10-1987 t/m 19-12-1987 Hitnotering: (Week 9) 02-01-1988 | Hitnotering: (Week 1 t/m 8) 31-10-1987 t/m 19-12-1987 Hitnotering: (Week 9) 02-01-1988 |
| Week:                                                                                  | 1                                                                                      | 2                                                                                      | 3                                                                                      | 4                                                                                      | 5                                                                                      | 6                                                                                      | 7                                                                                      | 8                                                                                      |                                                                                        | 9                                                                                      |                                                                                        |
| -------------------------------------------------------------------------------------- | -------------------------------------------------------------------------------------- | -------------------------------------------------------------------------------------- | -------------------------------------------------------------------------------------- | -------------------------------------------------------------------------------------- | -------------------------------------------------------------------------------------- | -------------------------------------------------------------------------------------- | -------------------------------------------------------------------------------------- | -------------------------------------------------------------------------------------- | -------------------------------------------------------------------------------------- | -------------------------------------------------------------------------------------- | -------------------------------------------------------------------------------------- |
| Positie:                                                                               | 21                                                                                     | 11                                                                                     | 15                                                                                     | 11                                                                                     | 11                                                                                     | 10                                                                                     | 15                                                                                     | 12                                                                                     | uit                                                                                    | 27                                                                                     | uit                                                                                    |

### NPO Radio 2 Top 2000
| Nummer met noteringen in de NPO Radio 2 Top 2000 | '99  | '00  | '01  | '02  | '03  | '04  | '05  | '06  | '07  | '08  | '09  | '10  |
| ------------------------------------------------ | ---- | ---- | ---- | ---- | ---- | ---- | ---- | ---- | ---- | ---- | ---- | ---- |
| I Lie and I Cheat                                | 1073 | 1068 | 1083 | 1293 | 1221 | 1757 | 1528 | 1891 | 1754 | 1624 | 1564 | 1795 |

1. ↑  Een vetgedrukt getal geeft de hoogste notering aan.
2. ↑  Deze tabel is bijgewerkt tot en met de laatste editie (2024).